# Зофювка (Лодзький-Східний повіт)
Зофювка (пол. Zofiówka) — село в Польщі, у гміні Тушин Лодзький-Східного повіту Лодзинського воєводства.
Населення — 202 особи (2011).

## Демографія
Демографічна структура станом на 31 березня 2011 року:
|          | Загалом | Допрацездатний вік | Працездатний вік | Постпрацездатний вік |
| -------- | ------- | ------------------ | ---------------- | -------------------- |
| Чоловіки | 103     | 24                 | 68               | 11                   |
| Жінки    | 99      | 20                 | 60               | 19                   |
| Разом    | 202     | 44                 | 128              | 30                   |